# Campionato Sammarinese 2014-2015
Il Campionato Sammarinese 2014-2015 è stata la 30ª edizione del campionato di calcio di San Marino. La stagione è iniziata il 13 settembre 2014 e si è conclusa il 26 maggio 2015. Il titolo nazionale è stato vinto, per la quarta volta nella sua storia, dal Folgore/Falciano.

## Le squadre
Nel Campionato Sammarinese 2014-2015 giocano tutte le quindici squadre di calcio sammarinesi, suddivisi in due gironi, il girone A con sette squadre e il girone B con otto squadre. 
Le squadre presenti in campionato sono:
| Squadra        | Castello            | Girone |
| -------------- | ------------------- | ------ |
| Cailungo       | Borgo Maggiore      | B      |
| Cosmos         | Serravalle          | B      |
| Domagnano      | Domagnano           | A      |
| Faetano        | Faetano             | A      |
| Fiorentino     | Fiorentino          | A      |
| Folgore        | Serravalle          | B      |
| Juvenes/Dogana | Serravalle          | B      |
| La Fiorita     | Montegiardino       | B      |
| Libertas       | Borgo Maggiore      | A      |
| Murata         | Città di San Marino | A      |
| Pennarossa     | Chiesanuova         | B      |
| San Giovanni   | Borgo Maggiore      | B      |
| Tre Fiori      | Fiorentino          | A      |
| Tre Penne      | Serravalle          | A      |
| Virtus         | Acquaviva           | A      |

## Stagione regolare

### Gruppo A
|  | Pos. | Squadra        | Pt | G  | V  | N | P  | GF | GS | DR  |
|  | ---- | -------------- | -- | -- | -- | - | -- | -- | -- | --- |
|  | 1    | Juvenes/Dogana | 40 | 20 | 12 | 4 | 4  | 35 | 15 | +20 |
|  | 2    | Tre Fiori      | 38 | 20 | 12 | 2 | 6  | 36 | 17 | +19 |
|  | 3    | Faetano        | 32 | 20 | 9  | 5 | 6  | 26 | 21 | +5  |
|  | 4    | Virtus         | 28 | 20 | 8  | 4 | 8  | 27 | 28 | -1  |
|  | 5    | Cailungo       | 28 | 20 | 8  | 4 | 8  | 28 | 29 | -1  |
|  | 6    | Murata         | 20 | 20 | 5  | 5 | 10 | 26 | 34 | -8  |
|  | 7    | Cosmos         | 5  | 20 | 0  | 5 | 15 | 13 | 48 | -35 |

Ammesse alla UEFA Champions League 2015-2016

      Ammesse alla UEFA Europa League 2015-2016

      Ammesse ai play-off scudetto

### Gruppo B
|                       | Pos. | Squadra      | Pt | G  | V  | N | P  | GF | GS | DR  |
| --------------------- | ---- | ------------ | -- | -- | -- | - | -- | -- | -- | --- |
| San Marino (bandiera) | 1    | Folgore      | 44 | 21 | 13 | 5 | 3  | 41 | 19 | +22 |
|                       | 2    | La Fiorita   | 38 | 21 | 11 | 5 | 5  | 37 | 25 | +12 |
|                       | 3    | Domagnano    | 36 | 21 | 11 | 3 | 7  | 28 | 23 | +5  |
|                       | 4    | Libertas     | 32 | 21 | 8  | 8 | 5  | 23 | 16 | +7  |
|                       | 5    | Fiorentino   | 32 | 21 | 9  | 5 | 7  | 24 | 22 | +2  |
|                       | 6    | Pennarossa   | 30 | 21 | 9  | 3 | 9  | 33 | 26 | +7  |
|                       | 7    | Tre Penne    | 18 | 21 | 5  | 3 | 13 | 24 | 43 | -19 |
|                       | 8    | San Giovanni | 9  | 21 | 2  | 3 | 16 | 21 | 56 | -35 |

Legenda:

      Ammesse alla UEFA Champions League 2015-2016

      Ammesse alla UEFA Europa League 2015-2016

      Ammesse ai play-off scudetto

### Classifica marcatori
| Gol |  |  | Giocatore            | Squadra        |
| --- |  |  | -------------------- | -------------- |
| 16  |  |  | Daniele Friguglietti | San Giovanni   |
| 12  |  |  | Armando Aruci        | Pennarossa     |
| 12  |  |  | Andy Selva           | La Fiorita     |
| 11  |  |  | Carlo Chiarabini     | Domagnano      |
| 9   |  |  | Marco Casadei        | Murata         |
| 9   |  |  | Giorgio Mariotti     | Juvenes/Dogana |
| 9   |  |  | Francesco Perrotta   | Folgore        |
| 8   |  |  | Franklin Bahiano     | Virtus         |
| 8   |  |  | José Adolfo Hirsch   | Folgore        |

## Primo Turno
Si affrontano le seconde e le terze classificate di ogni girone
| Squadra 1     | Risultato | Squadra 2 |
| ------------- | --------- | --------- |
| 4 maggio 2015 |           |           |
| Tre Fiori     | 1-0       | Domagnano |
| La Fiorita    | 3-1       | Faetano   |

## Secondo turno
Nel secondo turno si affrontano tra loro le vincenti e le perdenti del primo turno
| Squadra 1     | Risultato | Squadra 2  |
| ------------- | --------- | ---------- |
| 8 maggio 2015 |           |            |
| Domagnano     | 0-2       | Faetano    |
| 9 maggio 2015 |           |            |
| Tre Fiori     | 0-1       | La Fiorita |

## Terzo Turno
Nel terzo turno si affrontano tra loro le prime classificate dei gironi. 
Inoltre si affrontano la vincente della seconda partita e la perdente della prima partita del secondo turno. 
La sconfitta della seconda partita del secondo turno viene eliminata.
| Squadra 1      | Risultato        | Squadra 2      |
| -------------- | ---------------- | -------------- |
| 11 maggio 2015 |                  |                |
| Folgore        | 2-1              | Juvenes/Dogana |
| 14 maggio 2015 |                  |                |
| Faetano        | 0-0 (3-5 d.c.r.) | Tre Fiori      |

## Quarto Turno
Si affrontano la vincente delle prime classificate contro la vincente del secondo turno, la perdente delle prime classificate affronta la vincente del terzo turno. La sconfitta del terzo turno viene eliminata.
| Squadra 1      | Risultato | Squadra 2      |
| -------------- | --------- | -------------- |
| 16 maggio 2015 |           |                |
| La Fiorita     | 1-2 (dts) | Folgore        |
| 18 maggio 2015 |           |                |
| Tre Fiori      | 0-3       | Juvenes/Dogana |

## Quinto Turno
Si affrontano la perdente della prima partita e la vincente della seconda del quarto turno. La perdente è eliminata.
| Squadra 1      | Risultato        | Squadra 2  |
| -------------- | ---------------- | ---------- |
| 23 maggio 2015 |                  |            |
| Juvenes/Dogana | 0-0 (4-2 d.c.r.) | La Fiorita |

## Finale
Si affrontano la vincente della prima partita del quarto turno e del quinto turno.
| Arbitro: | Casanova |

|                                       |           |               |
| Perrotta 43’ Muccini 87’ Perrotta 90’ | Marcatori | 24’ Gasperoni |